# Mont-Laurier
Pour les articles homonymes, voir Mont et Laurier.
Mont-Laurier est une ville canadienne au Québec, chef-lieu de la MRC d'Antoine-Labelle, dans la région des Laurentides. Ses habitants sont des Lauriermontois. Avec une population de plus de 14 000 habitants, la ville de Mont-Laurier est le chef-lieu d'Antoine-Labelle. La devise de la ville est Laurus elationis praemium, ce qui se traduit par «Soulevez les lauriers de la récompense».

## Toponymie
Autrefois appelée Rapide-de-l'Orignal ou en langue algonquine « Mos Pawâtik » , qui d'après une légende selon laquelle un orignal pourchassé par des loups aurait franchi les chutes de la rivière du Lièvre d'un bond de 30 mètres, la ville a été rebaptisée Mont-Laurier, pour que Wilfrid Laurier y fasse passer le P'tit Train du Nord en 1909. La Ville de Mont-Laurier constituée en 2003, à la suite du regroupement des municipalités de Des Ruisseaux, Saint-Aimé-du-Lac-des-Îles et de la ville de Mont-Laurier, a de nouveau été modifiée le 1er janvier 2006, à la suite de la volonté exprimée par les citoyens de Saint-Aimé-du-Lac-des-Îles, lors du scrutin référendaire de juin 2004, de reconstituer leur ancienne municipalité.

## Histoire
Le territoire était autrefois occupé par les Oueskarinis, autochtones que les Européens ont baptisé Petite Nation des Algonquins. Ceux-ci, ressortissant à la famille des Têtes-de-Boule, sont les premiers occupants du territoire.
Les premiers Lauriermontois, des gens originaires de Sainte-Adèle, s'installent à cet endroit en 1866, à mi-chemin de Montréal et de l'Abitibi, à quelque 61 km au nord-est de Maniwaki.
L'actuelle municipalité avait auparavant comme nom Rapide-de-l'Orignal à la fin du XIXe siècle, car, selon la légende, un orignal pris de panique aurait effectué un bond prodigieux près d'une chute de la rivière du Lièvre. Cette appellation, d'abord attribuée à la paroisse devenue Notre-Dame-de-Fourvières en 1904, identifiait également la localité créée en 1913 qui, réunie en 1915 à celle de Mont-Laurier (1909), a constitué la municipalité du village de Mont-Laurier. Par la suite, à la municipalité du canton de Campbell (1900) a succédé celle de Brunet (1953), ainsi dénommée en l'honneur de monseigneur François-Xavier Brunet (1868-1922), premier évêque du diocèse de Mont-Laurier en 1913. En 1930, le Séminaire Saint-Joseph de Mont-Laurier fut construit et en 1965, fut aménagé en école polyvalente,.
Par suite de la fusion intervenue en 1971 entre cette dernière et Mont-Laurier devenue ville en 1950, on a créé l'actuelle ville dont le nom rappelle le souvenir de Wilfrid Laurier (1841-1919), premier ministre du Canada de 1896 à 1911.
Le 1er février 1982, la cathédrale de Mont-Laurier fut ravagée par un incendie, ne laissant que le portique avant et le clocher. Elle fut reconstruite quelques années plus tard autour des ruines. Maintenant, ce monument historique est devenu l'emblème du patrimoine culturel.

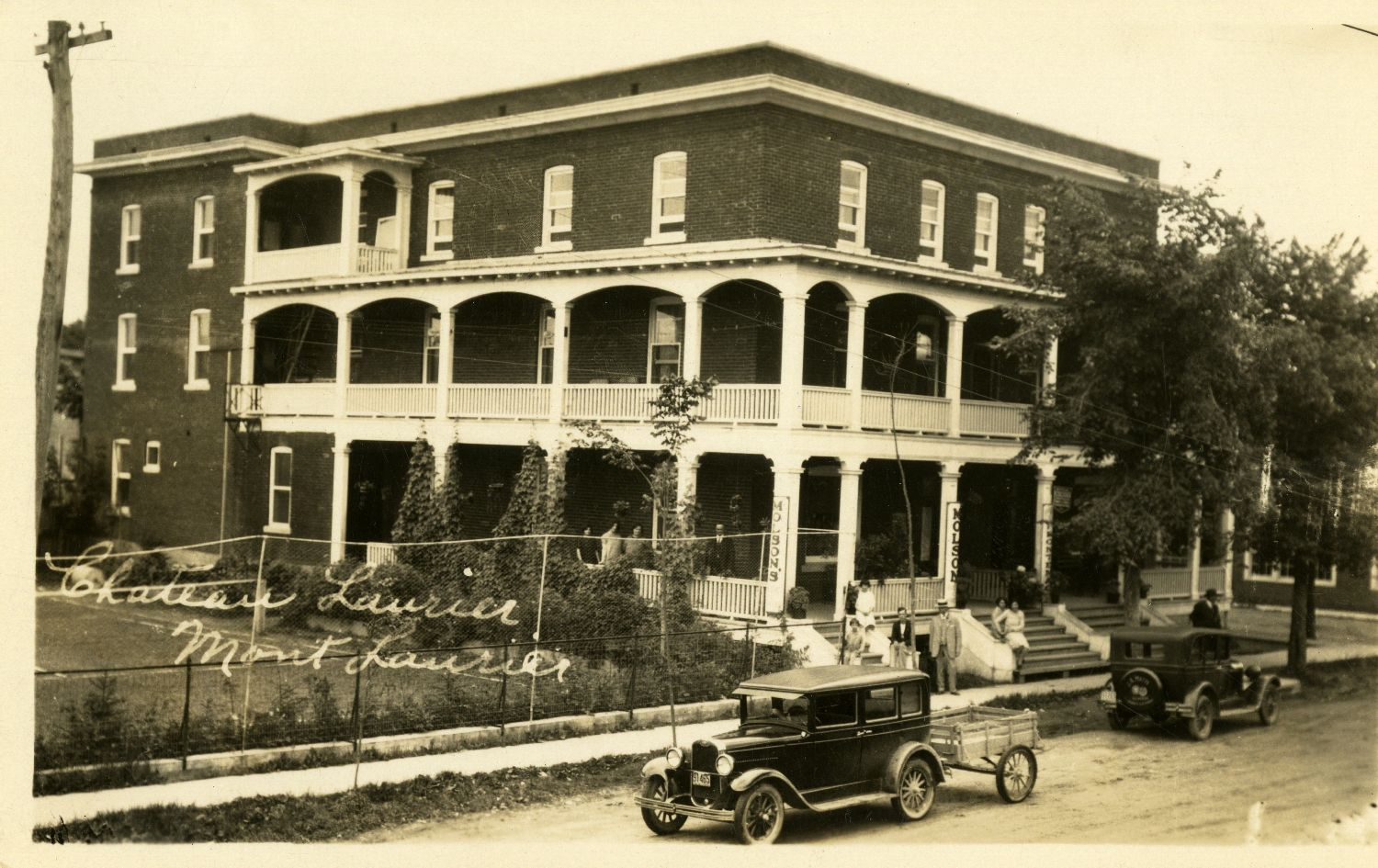
Le château Laurier en 1910

Il y avait également en biais de la Cathédrale, au coin de la rue de La Madone et Du Pont, occupé jusqu'en 2014 par la pharmacie Jean-Coutu, l'hôtel Château Laurier qui fut également ravagé par un incendie en 1978. La perte de ces deux édifices a radicalement changé le paysage urbain de cette partie de la ville.
En mars 2005, la ville a dévoilé sa nouvelle signature graphique qui tient compte des nouvelles orientations. Le slogan D'un naturel accueillant accompagne le nouveau logo; une image de la ville qui se veut fière, moderne et qui dégage notoriété, force et unité, une assurance vers l'avenir.
Le 4 août 2009, une tornade de force F2 a fait des dommages considérables dans la ville, dont des toits de maisons détruits, des arbres déracinés et des pannes d'électricité. Le 31 octobre 2012, une autre tornade a été identifiée dans la ville, elle était de force F0. Le 15 octobre 2017 sur le chemin du Lac Nadeau une tornade de force F0 a endommagé quelques maisons dans ce secteur, aucun blessé heureusement.

### Héraldique
| Laurus elationis praemium |
| ------------------------- |

| L'écu de Mont-Laurier se blasonne ainsi : D'or, à la bande écotée de gueules, accompagnée en chef d'une rencontre d'orignal de sable surmontée d'une étoile d'azur ; en pointe d'une montagne à trois coupeaux de sable soutenue d'une onde alésée d'azur. |

## Géographie
L'actuelle ville de Mont-Laurier occupe maintenant un territoire de 591 kilomètres carrés.

## Démographie

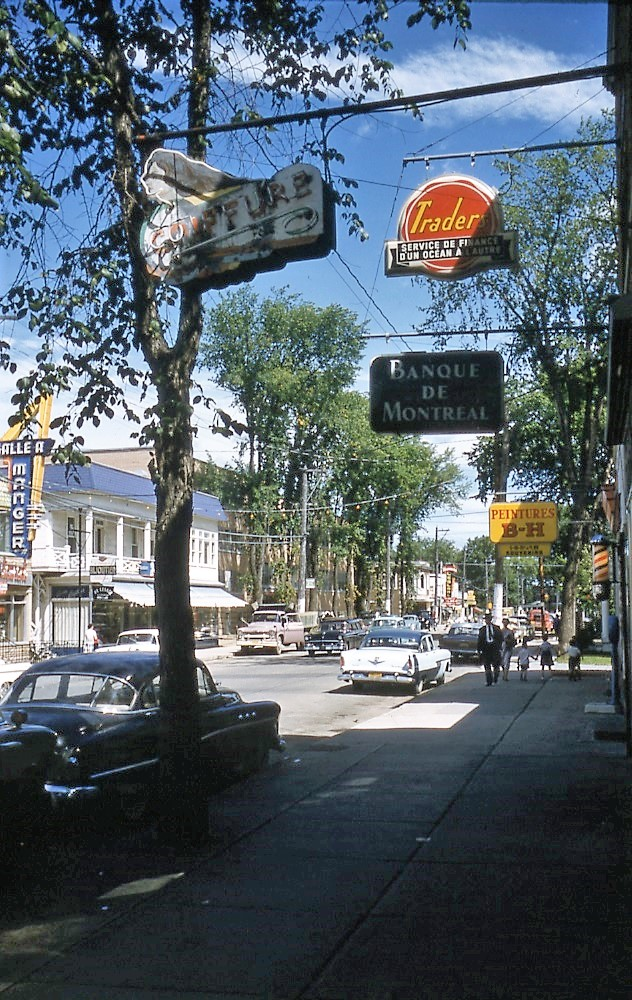
Rue Principale de Mont-Laurier en 1959

| 1991   | 1996   | 2001   | 2006   | 2011   | 2016   | 2021   |
| ------ | ------ | ------ | ------ | ------ | ------ | ------ |
| 12 311 | 13 146 | 12 766 | 13 405 | 13 779 | 14 116 | 14 116 |

## Administration
Les élections municipales se font en bloc pour le maire et les six conseillers.
| Mont-Laurier Maires depuis 2005                                                                                      |                |         |          |
| Élection | Maire          | Qualité | Résultat |
| 2005 | Michel Adrien  |         | Voir     |
| 2009 | Michel Adrien  | Voir    |          |
| 2013 | Michel Adrien  | Voir    |          |
| 2017 | Daniel Bourdon |         | Voir     |
| 2021 | Daniel Bourdon | Voir    |          |
| Élection partielle en italique Depuis 2005, les élections sont simultanées dans toutes les municipalités québécoises |                |         |          |

Michel Adrien est d'origine haïtienne. Son père a déjà été maire de son village en Haïti.
Le maire Daniel Bourdon a été élu par acclamation, en 2017 et 2021.

## Culture
En 2015, la ville de Mont-Laurier inaugure l’Espace Théâtre Muni-Spec. Cette salle multifonctionnelle peut accueillir une audience de 700 personnes.
Le Festival international de théâtre de Mont-Laurier est un festival d’une semaine où des troupes de partout à travers le monde se rassemblent pour présenter des pièces de théâtre.

### Gastronomie
Le fromage Le Voyageur est fabriqué à la fromagerie Le P'tit train du Nord à Mont-Laurier. Fait de lait de vache, ce fromage à pâte demi-ferme à croûte lavée revêt des arômes de fleurs, de fumée et de noix.

## Sport
Sur le plan sportif, le hockey a toujours pris une place de premier plan. Dans les années 1940 et 1950, il y avait de vives rivalités entre Mont-Laurier et les municipalités environnantes comme Ferme-Neuve et Maniwaki. Parmi les vedettes locales de l'époque, il y avait des joueurs comme Raymond St-Louis, Gil Thinkler, Gill Béland, Marc Grignon et Gaetan Pilote. Ils ont même joué une partie amicale contre les Canadiens de Montréal au milieu des années 1950.
Durant l'été 2012, une première édition de haute-voltige laurentide fut créé. Le porte parole de l'évènement fut Guillaume Lemay-Thivierge.
Mont-Laurier accueille depuis 1957, la Classique internationale de canot de la Lièvre. Il s’agit de course de canot qui se déroule sur la rivière du Lièvre.

## Personnalités
- Sylvain Pagé, membre de L'Assemblée nationale du Québec.
- Yvon Charbonneau, syndicaliste, relationniste, homme politique québécois et canadien, ensuite ambassadeur
- Dan Cloutier, joueur de hockey sur glace de la Ligue nationale de hockey
- Alexandre Rouleau, joueur de hockey professionnel
- Claude et Jocelyn Lemieux, joueurs de hockey sur glace de la (Ligue nationale de hockey)
- Bobby Bazini, auteur-compositeur-interprète
- José Claer (1963-2025), poète et écrivain
- Félix Plouffe, joueur de hockey professionnel[15]
- Jacques Léonard, ancien ministre en homme politique québécois[16]

## Galerie d'images

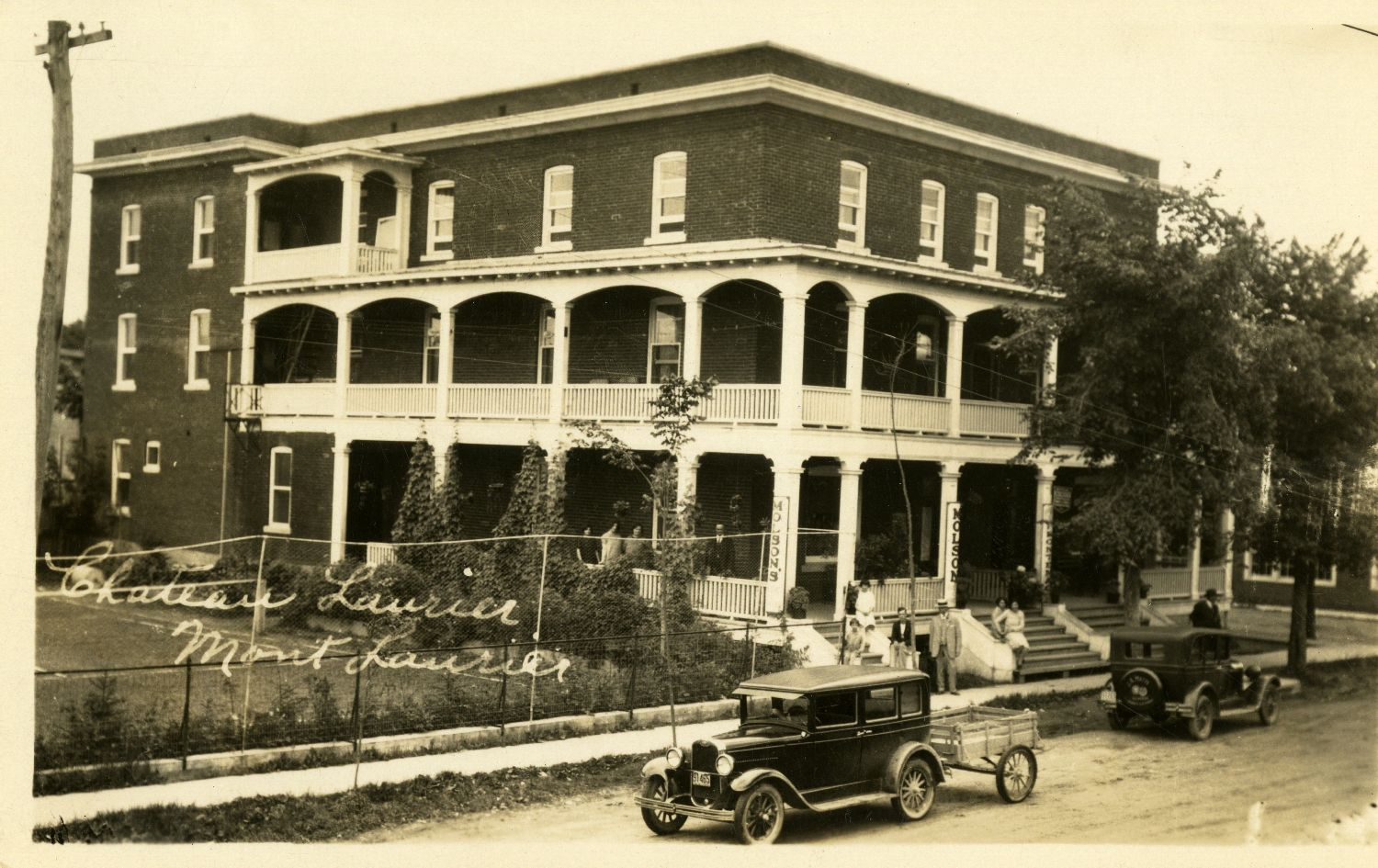
Château Laurier à Mont-Laurier, 1910.
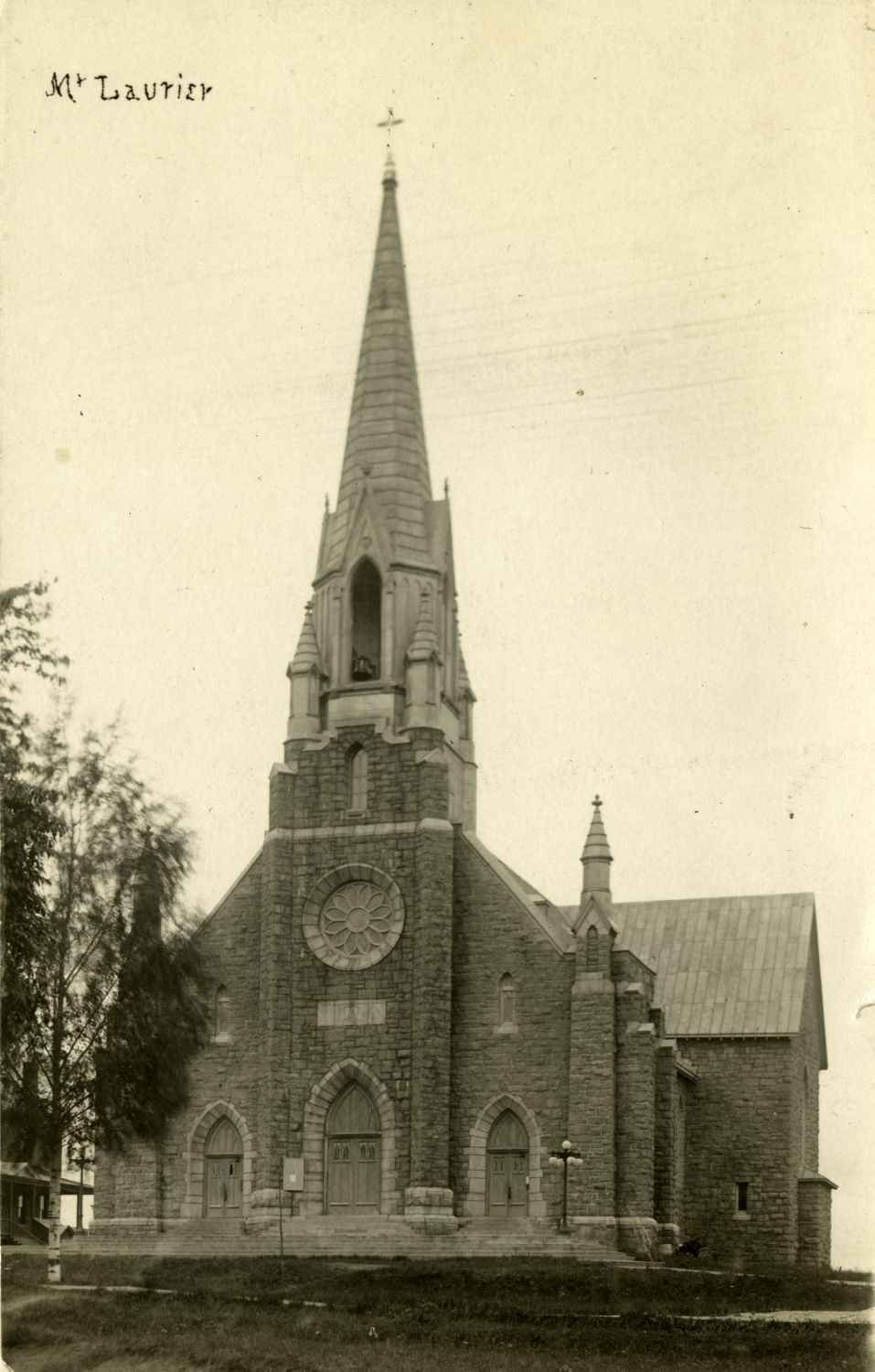
Cathédrale Notre-Dame de Mont-Laurier, 1910.
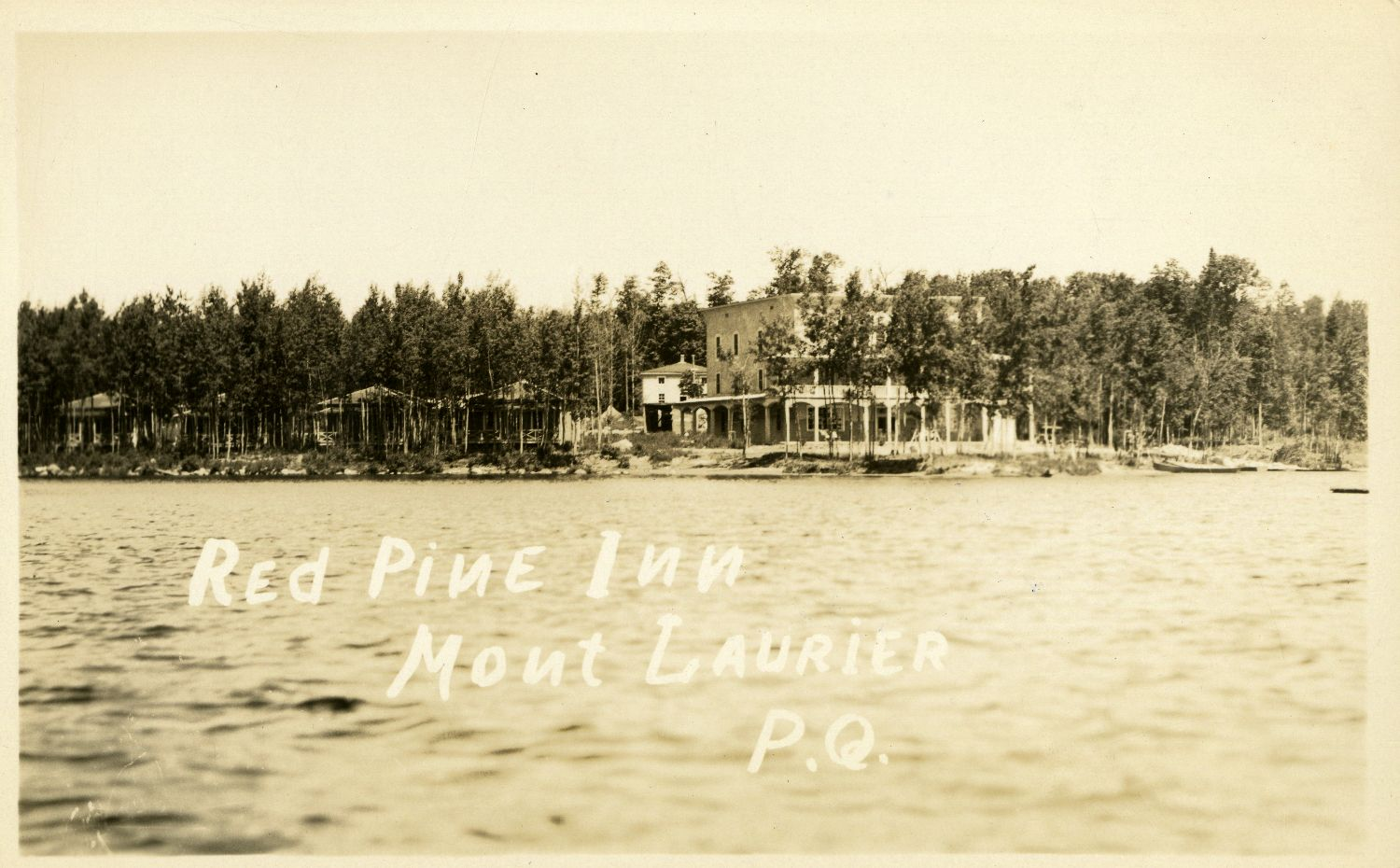
Red Pine Inn à Mont-Laurier, 1910
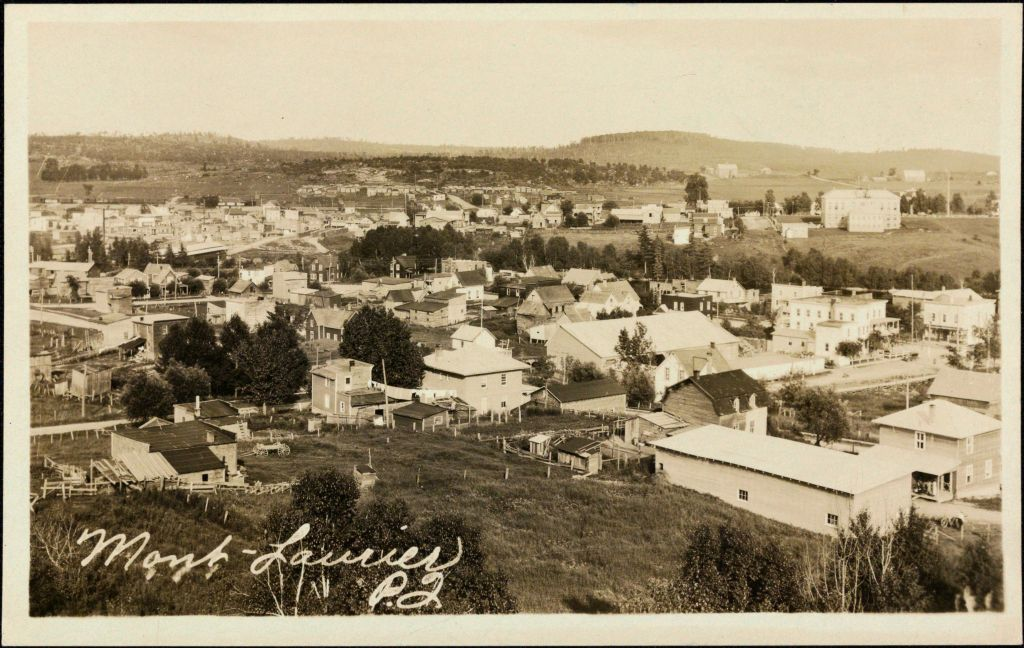
Mont-Laurier, carte postale, c. 1920-1948.
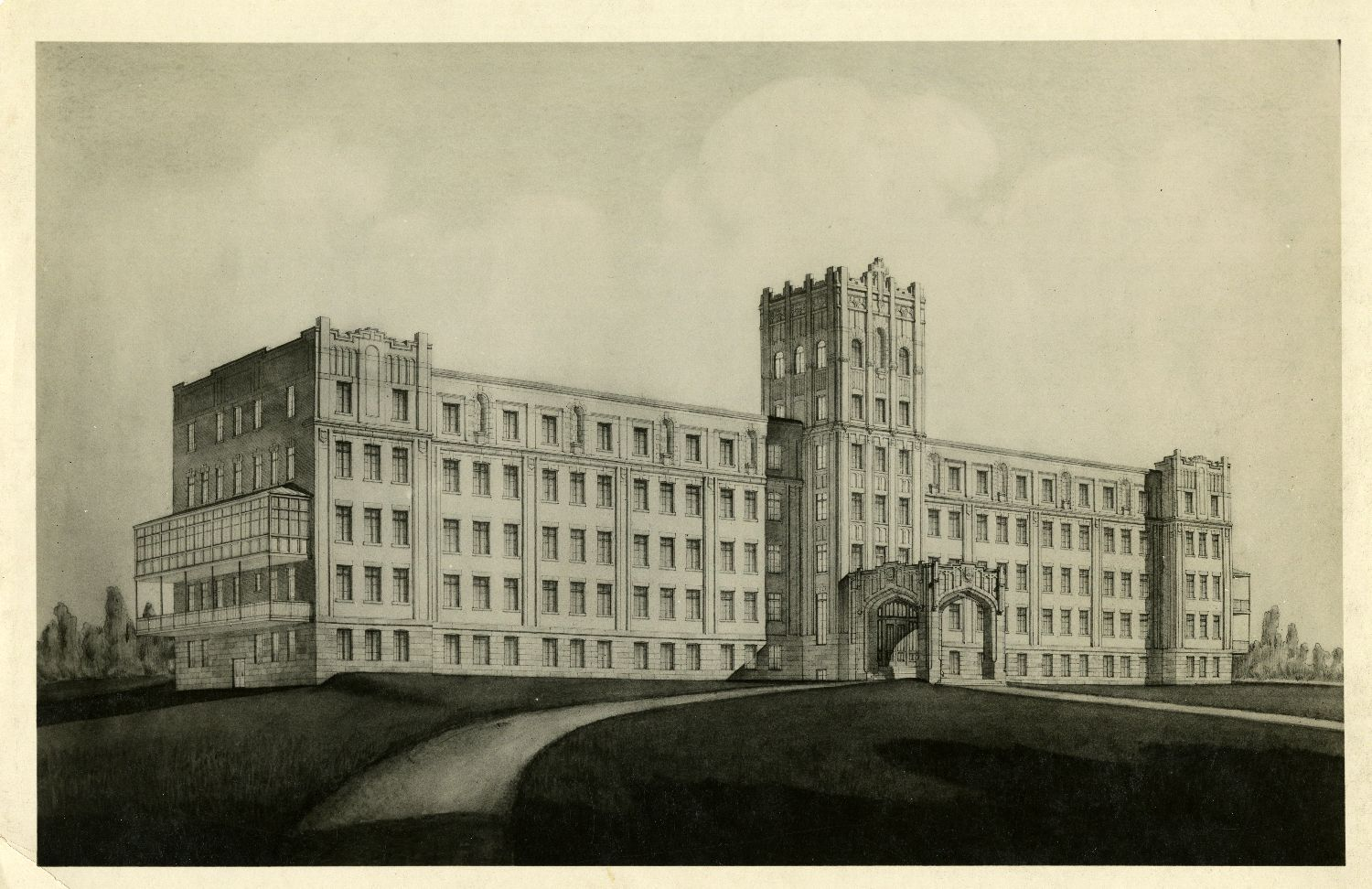
Séminaire de Saint-Joseph pour garçons de Mont-Laurier, 1930.
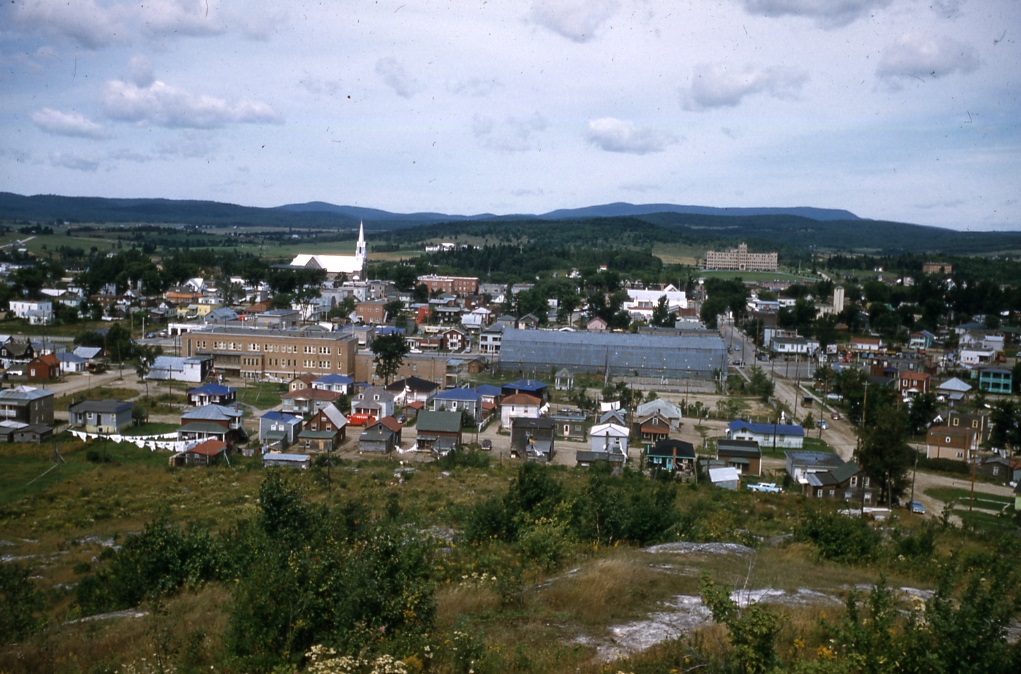
Mont-Laurier en 1959.